# Тело для Франкенштейна
«Тело для Франкенштейна» (англ. Flesh for Frankenstein) — американо-итало-французский научно-фантастический фильм ужасов 1973 года, сценаристом и режиссёром которого выступил Пол Моррисси. Главные роли исполнили Удо Кир, Моник ван Вурен и Джо Даллесандро. В некоторых странах он также выпускался под названием «Франкенштейн Энди Уорхола».

## Сюжет
Барон фон Франкенштейн вот уже долгое время пренебрегает своими супружескими обязанностями по отношению к своей жене и по совместительству сестре Катрин, поскольку одержим созданием совершенного человека сербской расы. Сублимация доктором своих сексуальных влечений мощным стремлением к господству проявляется в том, что он использует хирургические раны своего женского творения для удовлетворения своей похоти. Франкенштейн недоволен неадекватными репродуктивными порывами своего нынешнего мужского творения и ищет нового донора с большим либидо. Одним из критериев отбора является правильный нос греческой формы.
Кэтрин замечает, что работник при дворе Николас развлекается со всеми девушками подряд, она отчитывает его и приглашает к себе завтра. Позже Николас ведёт своего друга Сашу в местный бордель в тщетной попытке отговорить его от ухода в монастырь, однако последнему это не по душе и он просто наблюдает со стороны. Николас же вовсю развлекается с девицами, как вдруг замечает ящерицу и пугает их, девушки с криками голые выскакивают на улицу, где нужного кандидата поджидают барон и его слуга Отто. Появляется Саша и зовет девушек обратно, Отто ошибочно полагает, что именно Саша развлекается с ними всеми, поэтому решает что он тот, кто им нужен. По дороге из борделя Отто оглушает Николаса, а Барон отрубает голову Саше.
На следующий день Николас приходит к Катрин и она нанимает его в качестве слуги в расчете, что он также будет удовлетворять её в постели. Барон успешно пересаживает голову мужскому творению. Под контролем Франкенштейна мужские и женские творения сидят за ужином с жителями замка, но мужское творение не проявляет никаких признаков знакомства со своим другом Николасом, когда он обслуживает Барона и его семью. В этот момент Николас понимает, что что-то не так, но сам делает вид, что не узнает лица своего друга. После ссоры с Катрин, которая просто озабочена своими собственными потребностями, Николас отправляется в лабораторию и попадает в плен к доктору. Франкенштейн, зная о связи Николаса и Катрин, решает, что тот именно кто им нужен. Тем не менее, Катрин вознаграждается за предательство Николаса тем, что получает возможность использовать существо в эротических целях, но он убивает её во время приступа чрезмерно энергичного совокупления.
Между тем, Отто повторяет сексуальные подвиги доктора с женским творением, в результате чего её швы рвутся, разъярённый Барон расправляется со слугой. Однако, когда он пытается заставить мужское творение устранить Николаса, остатки личности его друга восстают, и он убивает Франкенштейна. Творение, полагая, что ему лучше умереть, потрошит себя. Дети Франкенштейна, Эрик и Моника, затем входят в лабораторию, берут пару скальпелей и начинают вращать колесо крана, который держит Николаса в воздухе. Неясно, находятся ли скальпели там для того, чтобы освободить его, или продолжить дело их отца.

## В ролях
- Удо Кир — Барон фон Франкенштейн
- Моник ван Вурен — Баронесса Кэтрин фон Франкенштейн
- Джо Даллесандро — Николас
- Арно Юргинг — Отто
- Срджан Зеленович — Саша
- Далила Ди Ладзаро — женское творение
- Марко Лойферди — Эрик
- Николетта Элми[итал.] — Моника
- Лью Босисио[итал.] — Ольга

## Производство
В 1973 году Пол Моррисси и Джо Даллесандро приехали в Италию, чтобы снять фильм для продюсеров Эндрю Браунсберга и Карло Понти. Моррисси убедил Понти снимать не один фильм, а сразу два, поэтому в Италии прошли съёмки ещё и фильма «Кровь для Дракулы». В состав съёмочной группы входили многие итальянцы, в том числе Энрико Джобс в качестве художника-постановщика, пианист Клаудио Гицци в качестве композитора и Карло Рамбальди в качестве художника по спецэффектам. Вклад Энди Уорхола в производство был минимальным, включая посещение съёмочной площадки один раз и кратковременное посещение в период монтажа.
Сначала Моррисси полагал, что актёры будут импровизировать в диалогах своих персонажей, но ему пришлось отказаться от этой идеи и прописать диалоги, так как для некоторых актёров это оказалось затруднительно. По словам Удо Кира, в фильм он попал неожиданно: случайно он познакомился с Моррисси в самолёте, обменявшись контактами, они расстались, позже режиссёр позвонил ему и сказал, что он утверждён на роль Фрнакенштейна в новом фильме Уорхола. Съёмки фильма начались 20 марта 1973 года. Павильонные съёмки проходили на римской студии «Чинечитта» в Италии. Фильм был снят из расчёта на 3D-эффект, например, сцены с потрошением специально сняты с такого угла, что внутренние органы направляются к камеру.
Некоторые итальянские издания приписывают место второго режиссёра Антонио Маргерити (под псевдонимом Энтони М. Доусон), однако Удо Кир заявил, что Маргерити не имел никакого отношения к режиссуре фильма. Кир заявил, что он, и другие актёры получали указания только от Моррисси, и отметил, что «Маргерити был на съёмочной площадке, он время от времени приходил в студию, но никогда не руководил актёрами. Никогда!». Маргерити был приписан как режиссёр только чтобы гарантировать, что фильм будет считаться итальянским. Маргарити действительно снял несколько сцен со спецэффектами, в том числе сцену с участием «дыхания легких», сделанных из легких свиней.

## Релиз
Премьера фильма состоялась в Западной Германии 30 ноября 1973 года, где он получил название «Франкенштейн Энди Уорхола» (нем. Andy Warhols Frankenstein). Такое же название фильм получил при прокате в США. 2 апреля 1974 года фильм был представлен на Международной киноэкспозиции Filmex в Лос-Анджелесе. Американская ассоциация кинокомпаний присвоила фильму рейтинг X из-за своей чрезмерной сексуальности и жестокости.
Фильм был представлен итальянским цензорам в январе 1974 года под названием «Тело для Франкенштейна» (итал. Carne per Frankenstein), который изначально отличался от оригинальной версии: были убраны или урезаны сексуальные сцены и напротив добавлены или расширены сцены смертей. Эта версия была первоначально запрещена к показу в Италии. Тем не менее в марте 1975 года на экраны была выпущена отредактированная версия под названием «Монстр на столе… барон Франкенштейн» (итал. Il mostro è in tavola… barone Frankenstein), версия содержала изменённые диалоги, были убраны или добавлены некоторые сцены, хронометраж составлял 89 минут.
В Великобритании отредактированная версия фильма была выпущена в прокат в 1975 году, однако позже фильм был запрещён Британским советом по классификации фильмов и попал в так называемый список «video nasty».
Фильм заработал в прокате в Северной Америке 4,7 миллиона долларов. На 1974 год, согласно Los Angeles Times, фильм собрал в мировом прокате 7 миллионов долларов. В Италии фильм собрал в общей сложности 345 023 314 итальянских лир, сумму, которую итальянский историк кино Роберто Курти назвал «посредственной».

## Критика
На сайте-агрегаторе Rotten Tomatoes фильм имеет 86 % «свежести», основываясь на 14 рецензиях. Нора Сэйр из The New York Times написала: «В грязном виде фильм пытается научить нас всеобщей бесчувственности, живой мертвости и неспособности возбуждаться ничем, кроме гротеска. Однако, несмотря на несколько забавных моментов, он проваливается как пародия». Ян Джейн из DVD Talk сказал о фильме: «Это болезненная и гротескная комедия, которая не всем придется по вкусу, но в которой есть интересный юмор и ужас в той странной манере, которая есть у Моррисси».